# 丁丁历险记 (电影)
《丁丁历险记》（英語：The Adventures of Tintin）是一部2011年上映的美国動畫片，改编自著名比利时漫画家艾爾吉的同名漫畫作品。本片由斯蒂芬·斯皮尔伯格执导，彼得·杰克逊担任制片人。本片獲得重大的成功，上畫後不久便在奪下法國全年總票房的第四名寶座，更得一致的好評。過了不久更得到第39屆安妮獎等一共43項提名，其中包括「最佳動畫」。其後更在第69屆金球獎獲得「最佳動畫」名譽。
本片是斯皮尔伯格的第一部動畫長片。

## 剧情
知名的年輕記者丁丁，和他的小狗夥伴米魯在歐洲一個小鎮的露天市集遊逛。丁丁買了一艘廉價的三桅帆船模型--獨角獸號，邪惡的財主萨卡林和神秘人物巴納，都試圖從丁丁手中買下模型船，但没有成功。丁丁把模型船帶回家陳列，但它在米魯和鄰居的猫互相追逐的時候摔壞了，一只羊皮纸卷軸從摔斷的船桅中空掉了出來，滾進桌下，米魯試圖提醒丁丁但失敗了。丁丁前往造訪萨卡林奪來的慕蘭薩城堡，從那裡得知至少有兩艘獨角獸號模型船。同時，兩光的雙胞胎警探湯姆森和湯普森正循線索追捕一名扒手，丁丁將羊皮紙放在他的錢包，剛好被這名扒手偷走。
不久，丁丁被萨卡林的手下绑架，並監禁在戈拉布揚號船上。丁丁展開逃脫，恰巧解救了原船長--哈達克。丁丁和哈達克利用戈拉布揚號的救生艇脫逃了。萨卡林派遣水上飛機追捕他们，丁丁反而奪下飛機，並航向摩洛哥港口巴格赫，但他們墜毀在沙漠中。
哈達克因為炎熱嚴重脫水而產生幻覺，開始憶起他的祖先，獨角獸號的船長--弗朗西斯哈達克爵士，在17世纪所發生的傳奇故事。哈達克爵士的寶藏載貨船舶被海盗船襲擊，首領是蒙面红海盜，經過一場激烈的海戰後，哈達克爵士選擇讓金銀財寶隨著獨角獸號下沉，不讓它們落入红海盜的手中。哈達克爵士後來打造了三艘獨角獸號模型船，每艘模型船都藏有一份羊皮捲軸，將三份羊皮紙合而為一便能發現寶藏的位置。
在巴格爾，丁丁和船長哈達克找到了藏在富商奥馬爾手上的第三艘模型船，但它被放在防彈玻璃陳列櫃中。 萨卡林的計劃是藉著舉辦一場音樂會，讓知名女高音"米蘭的夜鶯"畢安卡其穿透力的歌聲將玻璃震碎，配合萨卡林訓練有素的老鷹來成功奪取第三份羊皮捲軸。歷經一場海港追逐戰後，萨卡林最後順利逃脫並奪走三份所有的卷軸。丁丁循線追回到歐洲，並事先在碼頭上安排警察伏擊。哈達克發現萨卡林其實就是红海盜拉克姆的后裔，並重演了他們祖先的劍鬥。哈達克最终仍舊取得了勝利，最後萨卡林被湯姆森和湯普森所逮捕。
丁丁和哈達克從三份卷軸透露的位置到達了慕蘭薩城堡，城堡大廳已重建不若最初的樣貌。在一個被弗朗西斯爵士刻意封閉的地窖里，他們發現了一小部分的財寶，以及獨角獸號沉船地點的線索。他們將展開下一段的冒險旅程。

## 角色

### 介绍
丁丁（Tintin）
少年记者，他有一只聪明的小狗名叫米路。
阿道克船长（Captain Haddock）
哈道克家族的最后一位后代。因生活在不如祖先的自卑中，因此整日借酒浇愁成为一名酒鬼，本片中他被世仇拉克姆的后代萨卡林夺走了船，自己也被囚禁起来，后来被丁丁救出，最终成为一名真正的船长。
薩卡林（Ivan Ivanovitch Sakharine）
古董收藏家，本片的反派。他的祖先红色拉克姆（Red Rackham），是一名海盗首领，因抢劫哈道克祖先运载珠宝的船只而死。
杜邦特和杜邦德（Thomson and Thompson）
一对總是少根筋的侦探，最早出现在漫画《法老的雪茄》里，本片将二人设置为双胞胎侦探兄弟。
費羅塞爾（Aristides Silk）
钱包扒手。
（Omar Ben Salaad）
巴格爾的酋長，私吞全城的水源，卻被哈達克意外地破壞水庫。
內斯特（Nestor）
表面上是萨卡林的管家，但實際上卻因祖先的緣故而效忠於哈達克。
（Lieutenant Delcourt）
北非巡羅隊中校。

### 配音員
| 配音                         | 配音          | 配音          | 角色                                    |
| 美國                         | 台灣          | 香港          | 角色                                    |
| ---------------------------- | ------------- | ------------- | --------------------------------------- |
| 傑米·貝爾                    | 张宇豪        | 陳仕文        | 丁丁（Tintin）                          |
| 安迪·瑟克斯                  | 楊少文        | 葉振聲        | 哈达克船长（Captain Haddock）           |
| 丹尼尔·克雷格                | 陳幼文        | 高翰文        | 薩卡林（Ivan Ivanovitch Sakharine）     |
| 丹尼尔·克雷格                | 陳幼文        | 高翰文        | 红海盗（Red Rackham）                   |
| 西蒙·柏奇 尼克·佛洛斯特      | 吳文民 李景唐 | 蘇裕邦 黎家希 | 杜邦特和杜邦德（Thomson and Thompson）  |
| 陶比·瓊斯                    | 宋克軍        | 甄錦華        | 費羅塞爾（Aristides Silk）              |
| 丹尼尔·梅斯                  | 林谷珍        | 葉偉麟        | 亞倫（Allan）                           |
| 馬肯茲·庫克                  | 陳旭昇        | 蔡忠衛        | 湯姆（Tom）                             |
| 蓋得·艾馬勒                  | 曹冀魯        | 劉文光        | 奥马尔·本·萨拉德Omar Ben Salaad）       |
| 安·雷特爾                    | 孫德成        | 黃志成        | 內斯特（Nestor）                        |
| 托尼·库兰                    | 符爽          | 黃志明        | （Lieutenant Delcourt）                 |
| 喬·史塔爾                    | 徐健春        | 李建良        | （Barnaby Dawes）                       |
| 金·史登傑爾                  | 崔幗夫        | 吳梅          | 边卡·卡斯塔菲尔（Bianca Castafiore）    |
| 索潔·弗塔格                  | 崔幗夫        | 吳梅          | 费琪太太（Mrs. Finch）                  |
| 費利佩·萊斯                  |               | 蘇裕邦        | 飛行員（Seaplane Pilots）               |
| 榮恩·伯蒂塔 （Ron Bottitta） | 李英立        | 鄧肇基        | 独角兽号監護者（Unicorn Lookout）       |
| 馬克·艾凡爾                  |               | 黃志成        | 士兵（Afgar Outpost Soldier/Secretary） |
| 塞巴斯蒂安·羅切              |               | 譚漢華        | 佩德魯（Pedro/1st Mate）                |
| 內森·梅斯特                  | 孙中台        | 林國雄        | 商店艺术家（Market Artist）             |
| 莎娜·艾特里                  |               |               | 公告員（Press Reporter）                |

## 制作
斯皮尔伯格曾对媒体表示：1981年的《印第安纳·琼斯》（又译《夺宝奇兵》）第一部在法国公映时，法国媒体就把《夺宝奇兵》称为电影版的《丁丁历险记》。于是他就买来漫画看，看完就喜欢上了丁丁，他也认为丁丁就像年轻版的印第安纳·琼斯。2003年斯皮尔伯格获得漫画改编权，并与“丁丁”粉丝彼得·杰克逊共同携手一起打造本片。因此，改编成的本片明显具有《夺宝奇兵》的特点。
本片以“丁丁漫画”中的《獨角獸號的秘密》作藍本，當中穿插了《紅色拉克姆的寶藏》和《金螯蟹》的情節。本片是《丁丁历险记》电影三部曲的第一部，第二部将由杰克逊执导，第三部由两人共同执导。
2009年1月26日开拍，原本定于2010年上映，后来推迟到2011年。经过32天的拍摄，于09年3月拍摄完毕。后来史匹堡还补拍了许多动作捕捉画面。

## 评价
媒體綜評68分，爛番茄新鮮度75%，123人支持，42人反對。豆瓣评分7.6分。IMDB上得7.4分，Yahoo方面媒體評分B+，觀眾評分A-，成為本年度所有動畫中的最佳作。
代表性评价：“既有纯真无瑕的童趣，又有复杂先进的科技，还有引人入胜的冒险，这已不仅仅是一部动画片”，“斯皮尔伯格与杰克逊的合作果然没有令人失望，出色的剧本惊艳的特效，更重要的是，它既满足了丁丁迷们的口味，又不忘勾起普通观众的兴趣”，“对各种元素的拿捏恰到好处，斯皮尔伯格讨巧地将“丁丁”定位于《加勒比海盗》与《夺宝奇兵》之间，这无疑是对系列后作完美的铺垫”。

## 票房
10月下旬本片率先在比利时、法国、英国、爱尔兰、德国和西班牙等21个国家上映，首周末累计获得5620万美元。首日在比利时和法国各获得51万、450万美元。本片更成為法國全年總票房的第四名，僅次於《哈利波特：死神的聖物Ⅱ》。

## 續集
隨著電影的成功，製片人決定生產兩部《丁丁历险记》。第二部《丁丁历险记2》將以《七個水晶球》作藍本，當中會穿插《太陽的囚徒》的情節，由彼得·積遜執導，史蒂芬·史匹柏監製。導演透露當他處理完手上的《魔戒》前傳——后便會開拍。彼得·積遜透露續集將會出現漫畫中的主角之一，圖納思教授。2018年3月，史匹堡表示若一切順利的話，彼得·積遜將會開始撰寫《丁丁历险记2》的劇本，至少要等到三年後電影才會上映。
第三部《丁丁历险记3》則定由史提芬·史匹堡和彼得·積遜共同執導，暫未有開拍消息。

## 落選奥斯卡
《丁丁歷險記》一直被譽為是奧斯卡金像獎「最佳動畫片獎」的候選之一（另一套是《馬拉高》Rango），但卻只提名得到最佳原創音樂，很多外界的傳媒和電影的支持者都大喊：「不值」和「不公平」，而另一邊的反對者就說：「《丁丁》根本就是一部商業味濃厚的B級片，先前在金球獎中獲得了「最佳動畫」不過是碰運」。根據奧斯卡在2010年定下的新規例中:「凡是以動作捕捉（Motion Capture）攝製的動畫，均無資格參選」。而此片就是不能通過這道規例，所以無緣參選。這規例意味著他們對《丁丁》的冷落不是因為其的實力，而是他們的原則問題。而之後更有更多機構表示因為此片不是他們所說的「純正動畫」，所以唯有把獎項給了另一個候選電影。此更進一步證明奧斯卡等其他機構至今還未消除他們對現今在動畫上的新科技的矛盾。

## 十大榜单
本片被以下影评人和媒体列为2011年度十大最佳動畫片/真人片之一:
| 评论家              | 所载媒体                | 名次 |
| ------------------- | ----------------------- | ---- |
| Jamshid Ghazi Askar | Deseret News            | 10th |
| Paul Martin         | Movie Moron             | 7th  |
| Mike Scott          | The Times-Picayune      | 1st  |
| Kristopher Tapley   | HitFix                  | 8th  |
| Mark Simon          | Animation World Network | 2nd  |
| Jason Best          | What's on TV            | 7th  |

## 原聲帶
《丁丁历险记：独角兽号的秘密原聲帶》於2012年發行：

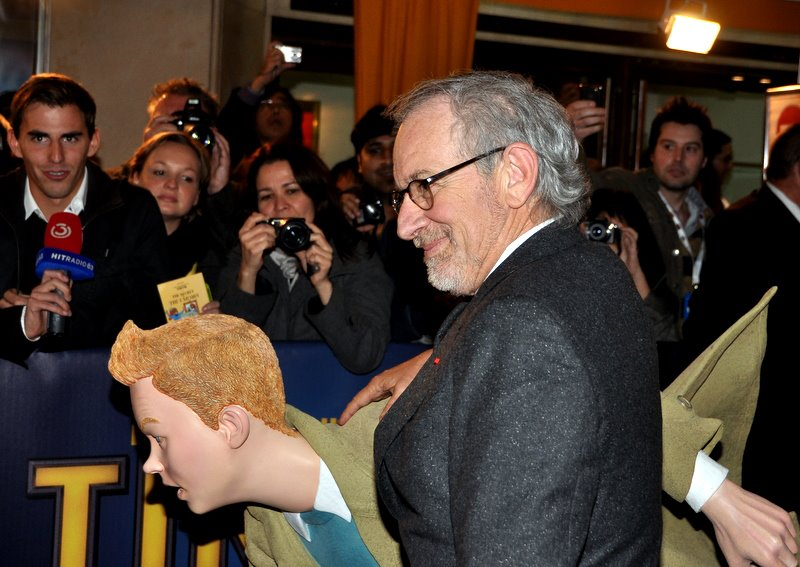
史提芬·史匹堡及丁丁的肖像於巴黎舉行的《丁丁歷險記：獨角獸號的秘密》首影禮

| 1.The Adventures of Tintin 2. Snowy`s Theme 3. The Secret of the Scrolls 4. Introducing the Thompsons and Snowy`s Chase 5. Marlinspike Hall 6. Escape from the Karaboudjan 7. Sir Francis and the Unicorn 8. Captain Haddock Takes the Oars 9. Red Rackham`s Curse and the Treasure | 10. Capturing Mr. Silk 11. The Flight to Bagghar 12. The Milanese Nightingale 13. Presenting Bianca Castafiore 14. The Pursuit of the Falcon 15. The Captain`s Counsel 16. The Clash of the Cranes 17. The Return to Marlinspike Hall and Finale 18. The Adventure Continues |

## 其他
- 本片情節基本忠於原著，但也有個別改動。例如，薩卡林在埃爾熱原著中只是一個普通收藏愛好者，在電影中被改爲頭號反派。
- 在第84屆奧斯卡的開幕影片中，主持人比利·基斯度在其中一幕模仿片中丁丁與哈達克船長在摩洛哥街道上追逐的經典場面，當中比利更把髮型打扮得像丁丁一樣，場面搞笑。